# أورخيفا
بلدية أرجبة (بالإسبانية: Órgiva) (نققحرة: أورخيفا)هي بلدية تقع في مقاطعة غرناطة التابعة لمنطقة أندلوسيا جنوب إسبانيا.

## الديموغرافيا
بلغ عدد سكان بلدية أرجبة 5.756 نسمة عام 2011 (وفقاً للمعهد الوطني الإسباني للإحصاء).
| 5.147 | 5.123 | 5.067 | 5.370 | 5.508 | 5.659 | 5.756 |

## معرض صور

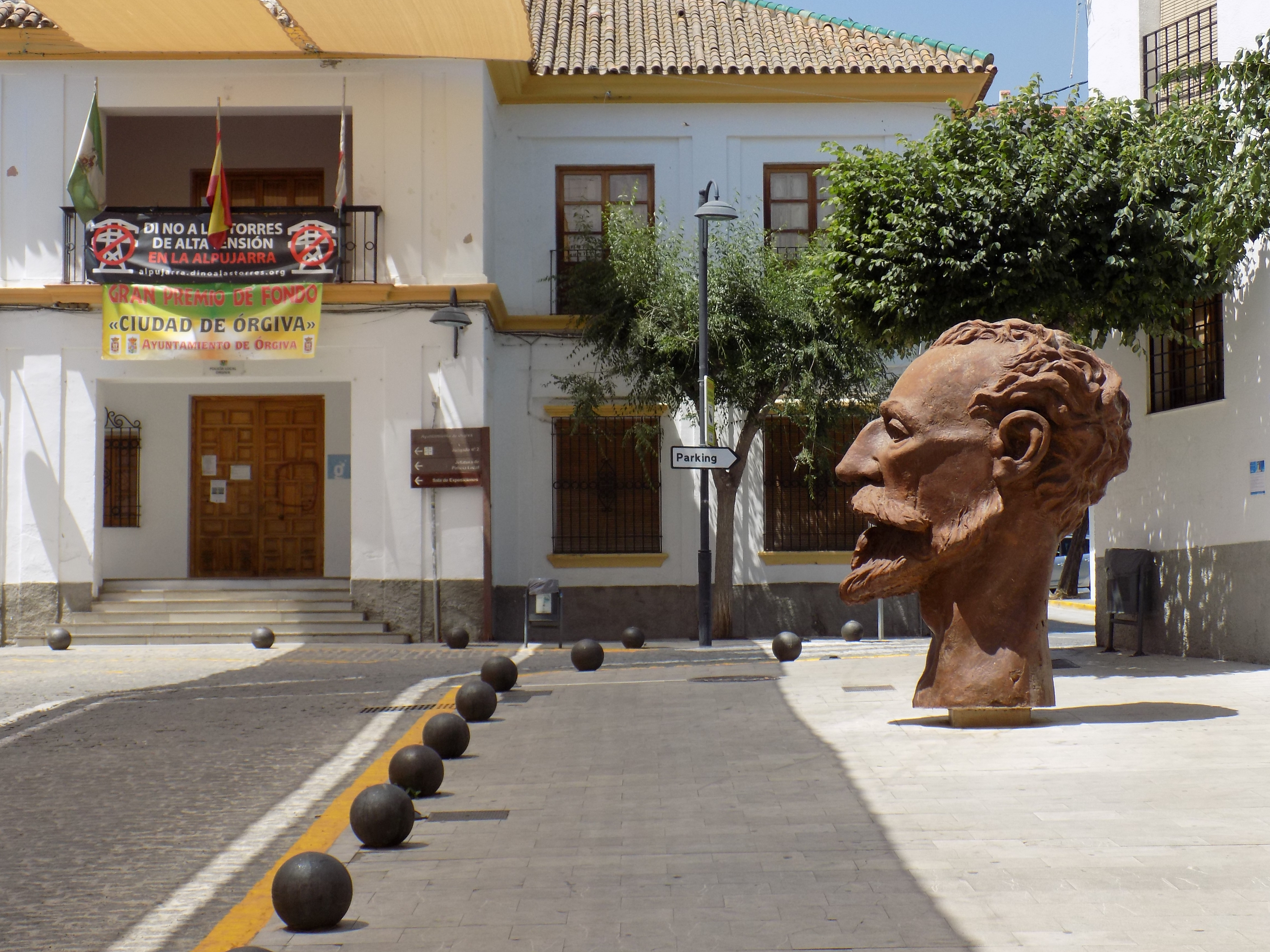
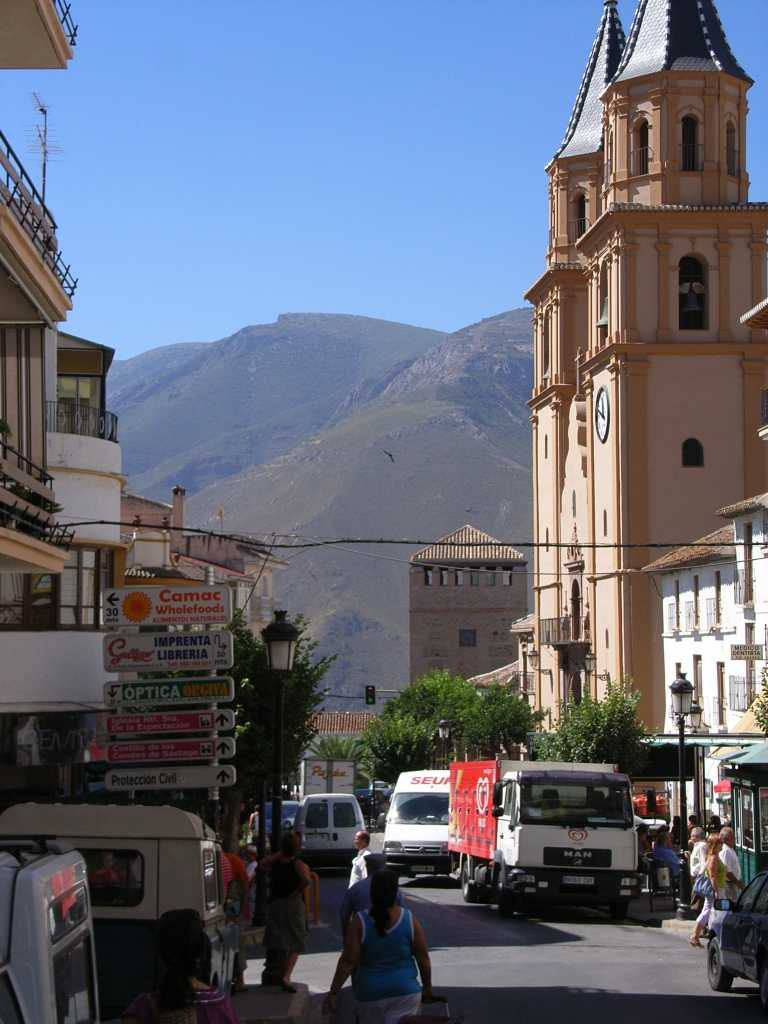
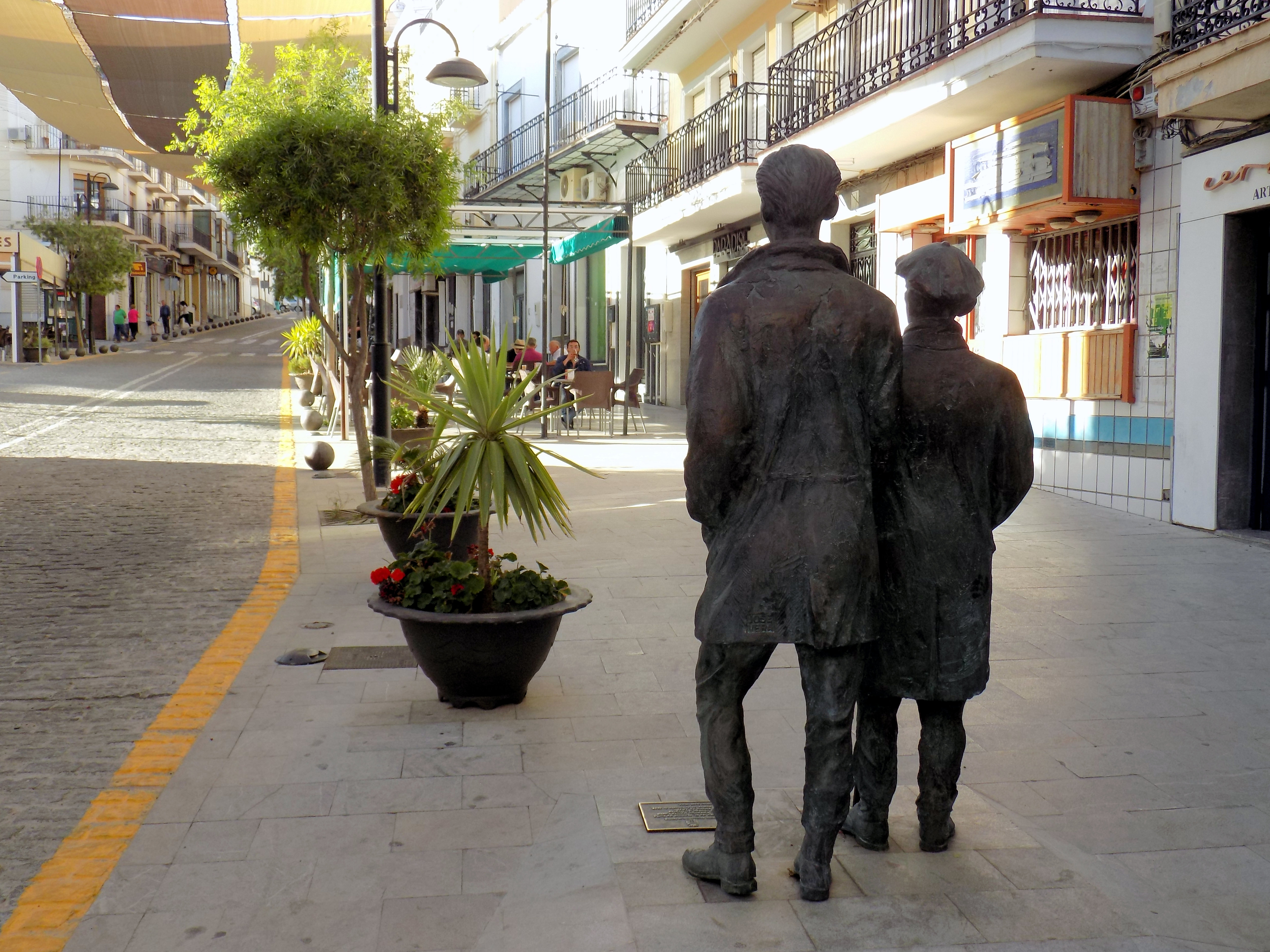